# Piet Kamphuis
Pieter Hendrik „Piet“ Kamphuis (kurz: P.H. Kamphuis; * 1953 in Groningen) ist ein niederländischer Militärhistoriker.
Kamphuis, Reserveoffizier, studierte Neuere und Neueste Geschichte an der Reichsuniversität Groningen und forschte an der Universität in Leiden. 1981 wurde er wissenschaftlicher Mitarbeiter an der Militärgeschichtlichen Abteilung des Niederländischen Heeres, deren Direktion er 1990 übernahm. 2005 war er Gründungsdirektor des Niederländischen Instituts für Militärgeschichte (NIMH).
Er war von 2000 bis 2010 Generalsekretär und von 2010 bis 2015 Präsident der Commission Internationale d’Histoire Militaire. Seitdem ist er Ehrenpräsident der Kommission. Kamphuis ist außerdem beratend für das niederländische Verteidigungsministerium tätig.
Seine Forschungsschwerpunkte sind niederländische Sicherheitspolitik, Zweiter Weltkrieg und Einsätze. Er ist Autor der Militärfachzeitschrift Militaire Spectator. Die englische Übersetzung des Sammelbandes (herausgegeben gemeinsam mit Herman Amersfoort) zur Geschichte der Besetzung der Niederlande 1940 erschien 2010 beim Wissenschaftsverlag Brill.

## Schriften (Auswahl)
- Het Algemeen Nederlandsche Vredebond 1871–1901. Een verkennend onderzoek over 30 jaar ijveren voor een vreedzame samenleving (1982)
- Het drama bij Wassenaarse Slag (1985)
- ed. mit Herman Amersfoort: Mei 1940. De strijd op Nederlands grondgebied (2012)